# نيل شارما
نيل شارما (بالإنجليزية: Neil Sharma)‏ هو سياسي فيجي، ولد في 1955. نشط حزبياً في حزب فيجي أولاً ‏. وقد انتخب عضو برلمان فيجي.